# Run for Cover (Gary Moore)
Run for Cover is het vijfde soloalbum van de Noord-Ierse gitarist Gary Moore. Het werd uitgebracht in 1985 en wordt beschouwd als Moore’s doorbraak als soloartiest.
Dit album bevat de singles Out in the Fields en Empty Rooms. Dat laatste nummer betreft een heropname en ingekorte versie van de vierde track op Moore’s voorgaande album, Victims of the Future. Out in the Fields handelt over The Troubles. Moore schreef de meeste nummers alleen of met Neil Carter. Military Man is oorspronkelijk door Phil Lynott geschreven voor zijn band Grand Slam. De nummers zijn in vijf verschillende studio’s opgenomen en er waren eveneens vijf producers bij deze productie betrokken: Andy Johns, Gary Moore, Peter Collins, Beau Hill en Mike Stone. OOR vond het album hierdoor “gefragmenteerd” klinken. In 2002 is een geremasterde versie uitgebracht met daarop drie extra nummers, waaronder een heropname van het door Lynott voor Thin Lizzy geschreven Still in Love with You.
Hoewel het een soloalbum is, spelen er veel bevriende musici op mee, waaronder Glenn Hughes van Trapeze, later vervanger van Roger Glover in Deep Purple, Don Airey van Colosseum II en  Rainbow, Neil Carter van UFO, Paul Thompson van Roxy Music en Phil Lynott van Thin Lizzy.
Run for Cover scoorde vooral in Scandinavië en het Verenigd Koninkrijk hoge ogen. In Nederland was de hoogst behaalde notering nummer 47 in de albumhitlijsten; het stond slechts 1 week genoteerd.

## Tracklist
Alle nummers zijn geschreven door Gary Moore, behalve waar anders aangegeven.

| Nr. | Titel                                  | Duur |
| --- | -------------------------------------- | ---- |
| 1.  | Run for Cover                          | 4:13 |
| 2.  | Reach for the Sky                      | 4:46 |
| 3.  | Military Man (Lynott, Archer, Stanway) | 5:40 |
| 4.  | Empty Rooms (Moore, Carter)            | 4:17 |
| 5.  | Out of My System                       | 4:01 |
| 6.  | Out in the Fields                      | 4:17 |
| 7.  | Nothing to Lose                        | 4:41 |
| 8.  | Once in a Lifetime                     | 4:18 |
| 9.  | All Messed Up (Moore, Carter)          | 4:52 |
| 10. | Listen to Your Heartbeat               | 4:31 |

## Bandleden
- Gary Moore – gitaar, lead vocals
- Glenn Hughes – basgitaar, lead vocals
- Phil Lynott – basgitaar, lead vocals, backing vocals
- Andy Richards – keyboards
- Neil Carter —  keyboards, backing vocals
- Don Airey – keyboards
- Bob Daisley – basgitaar
- Gary Ferguson – drumstel
- Charlie Morgan – drumstel en elektronische drums
- Paul Thompson – drumstel
- James "Jimbo" Barton – drumsamples

- MusicBrainz release group: 1febfd37-7c00-32e5-96d1-acff724b8a07